# Unión de Escritores y Artistas de Cuba
La Unión Nacional de Escritores y Artistas de Cuba (UNEAC) es una asociación profesional, cultural, y social, que reúne escritores y artistas de diferentes géneros, de nacionalidad cubana o al menos con fuertes vínculos con Cuba.

## Historia
Fue fundada el 22 de agosto de 1961, por el poeta cubano Nicolás Guillén. Su propósito fue el de unir a los intelectuales en el marco de la revolución cubana, para mantener, fortalecer y expandir la cultura cubana.
Desde su creación, en la UNEAC se nuclearon artistas de reconocido prestigio en todos los ámbitos de las artes estéticas y filosóficas, entre ellos, Alejo Carpentier, José Lezama Lima, René Portocarrero o Rogelio Martínez Furé.
La UNEAC no estuvo ajena a influencias de tipo político-ideológico y, por ejemplo, en su momento Manuel Vázquez Portal fue expulsado de esa organización debido a sus opiniones disidentes y discrepantes. Sin embargo, desde otro punto de vista, se ha convertido en refugio de intelectuales que han sido, en su momento atacados por sus escritos en Internet. El actual caso de René Fidel González García, intelectual santiaguero, lo confirma.

## Premios Caracol
Desde 1978 la UNEAC otorga anualmente los Premios Caracol en las categorías de Cine, Radio, Televisión y Crítica o Ensayo, a creadores y artistas de la radio y el audiovisual cubano, siendo uno de los premios más antiguos de Cuba.